# Anthurium soukupii
Anthurium soukupii är en kallaväxtart som beskrevs av Thomas Bernard Croat. Anthurium soukupii ingår i släktet Anthurium och familjen kallaväxter. Inga underarter finns listade.